# Colubraria canariensis
Colubraria canariensis is een slakkensoort uit de familie van de Colubrariidae. De wetenschappelijke naam van de soort is voor het eerst geldig gepubliceerd in 1979 door Nordsieck & Talavera.